# Phoroncidia trituberculata
Phoroncidia trituberculata är en spindelart som först beskrevs av Hickman 1951.  Phoroncidia trituberculata ingår i släktet Phoroncidia och familjen klotspindlar.
Artens utbredningsområde är Tasmanien. Inga underarter finns listade i Catalogue of Life.